# Kanjana Sungngoen
Kanjana Sungngoen (Thai: กาญจนา สังข์เงิน, * 21. September 1986 in Surin) ist eine thailändische Fußballspielerin und ehemalige A-Nationalspielerin.

## Karriere

### Vereine
Sungngoen kam während ihres zweijährigen Aufenthaltes an der weiterführenden Satriwitthaya Phutthamonthon School in Bangkok das erste Mal mit Fußball in Berührung, als sie der Schulsport-Mannschaft beitrat.
Im weiteren Verlauf gehörte sie in der Spielzeit 2013 dem Speranza FC Takatsuki aus Osaka in der Nadeshiko League an, die höchste Spielklasse im japanischen Frauenfußball.
Danach gehörte sie von 2013 bis 2018 dem in der Thai Women’s League vertretenen FC Bangkok an. Allerdings wurde in den ersten vier und in der sechsten Spielzeit der im Jahr 2008 gegründeten Liga wurde keine Meisterschaft ausgetragen. Mit ihrem Wechsel zum Ligakonkurrenten Chonburi FC und der Wiederaufnahme des Spielbetriebs 2019 gewann sie mit diesem auch ihren ersten Titel. Das Finale gegen den BG-Bundit Asia Club sowie das Spiel um Platz 3 zwischen den Frauenfußballmannschaften des Bangkok FC und des Air Force Club wurden – im Hinblick auf die anstehende WM 2019 und den möglichen Auswirkungen auf die Spielerinnen der Nationalmannschaft – nicht mehr angesetzt; alle vier Vereine einigten sich auf zwei dritte und zwei erste Platzierungen. Damit wurde der Meistertitel beiden Finalisten zugesprochen. Dem Verein gehört sie gegenwärtig (Saison 2024/25) an.

### Nationalmannschaft
Sungngoen kam als Nationalspielerin in der A-Nationalmannschaft in 58 Länderspielen zum Einsatz, in denen sie 17 Tore erzielte. Zu ihren Länderspieleinsätzen zählen u. a. elf Spiele bei ihren drei Teilnahmen an den Asienmeisterschaften 2010 (erstes und zweites Spiel Gruppe A), 2014 (drei Spiele Gruppe B – 1 Tor am 19. Mai und Spiel um Platz 5 – 2 Tore), 2018 (drei Spiele Gruppe A – 3 Tore und Halbfinale – 1 Tor und Spiel um Platz 3) und drei bei der Teilnahme ihrer Mannschaft am Fußballturnier im Rahmen der in Indonesien ausgetragenen Asienspiele 2018 (erstes und zweites Spiel Gruppe 3) und das am 25. August 2018 in Palembang mit 0:5 verlorene Viertelfinale gegen die Nationalmannschaft Chinas. Des Weiteren war sie mit ihrer Mannschaft im Fußballturnier im Rahmen der Südostasienspiele 2009 in Laos und 2013 in Myanmar vertreten.
Sie gehörte ferner der Mannschaft an, die sich 2015 das erste Mal für eine Weltmeisterschaft qualifizierte; sie wurde in allen drei Spielen der Gruppe B eingesetzt, als Fünftbester von sechs Gruppendritten wurde der Einzug in das Achtelfinale um acht Toren gegenüber der Nationalmannschaft Schwedens verpasst. Vier Jahre später bestritt sie erneut alle drei Gruppenspiele, in dem ihr im zweiten, bei der 1:5-Niederlage gegen die Nationalmannschaft Schwedens, das einzige Turniertor ihrer Mannschaft gelang.
Zu ihren in Freundschaft ausgetragenen Länderspielen zählen u. a. vier, die alle ohne eigenes Tor beendet wurden (0:7 vs. Niederlande am 7. Februar 2015 in Almelo, 0:9 vs. USA am 16. September 2016 in Columbus, 0:5 vs. Australien am 26. März 2018 in Perth, 0:3 vs. Frankreich am 25. Mai 2019 in Orléans). Des Weiteren bestritt sie drei Spiele bei der ersten Teilnahme ihrer Mannschaft am Vier-Nationen-Turnier 2017, in denen ihr zwei Tore gelangen, sowie zwei Spiele bei der ersten Teilnahme ihrer Mannschaft am Turnier um den Zypern-Cup 2019 (1:4 vs. Italien am 4. März, 2:3 vs. Nigeria am 6. März; jeweils in Larnaka).
Im Jahr 2020 bestritt sie zwei Spiele der Gruppe B in der dritten Qualifikationsrunde für die angestrebte Teilnahme am olympischen Fußballturnier (1:6 vs. China, 0:6 vs. Australien).

## Erfolge
Nationalmannschaft
- Südostasienmeister 2011, 2015, 2016, 2018
- Goldmedaille Südostasienspiele 2013
- Silbermedaille Südostasienspiele 2009

Chonburi WFC
- Thailändischer Meister 2019 (gemeinsam mit dem BG-Bundit Asia Club)